# José Veloso
José Paulo Velho Geraldo de Albuquerque Veloso (Lagos (Portugal), 9 de junho de 1930 - 19 de janeiro de 2024), conhecido tão-só como José Veloso, foi um arquiteto e político português que se distinguiu no âmbito da habitação social, sobretudo como coordenador de equipas de projeto do Serviço de Apoio Ambulatório Local (SAAL)

## Vida
Licenciou-se em Arquitetura pela Escola Superior de Belas Artes de Lisboa e exerceu a sua profissão em Lagos, onde tinha o seu Gabinete de Arquitetura.
Em ano não apurado da década de cinquenta, foi professor na então Escola Comercial e Industrial de Lagos, onde foi colega do também aí professor Zeca Afonso.
Foi casado com a ativista política Maria Luísa Bento Paleta Veloso (Lagos, 23 de novembro de 1931 - janeiro de 1996), que o assessorava e assegurava o expediente de secretariado do seu atelier de arquiteto, e de quem teve quatro filhos, Miguel, José Francisco, Luísa e Cristina.
Em 19 de fevereiro de 2024, a Assembleia Municipal de Lagos, aprovou, por unanimidade, um Voto de Pesar pelo seu falecimento, nele reconhecendo que ‘’“José Veloso teve uma vida inteiramente dedicada à luta e intervenção pela emancipação dos povos, pela democracia, o progresso social, a paz e o socialismo.”’’, recomendando à Câmara Municipal de Lagos a atribuição do nome do Arquiteto José Paulo Velho Geraldo de Albuquerque Veloso a uma praça ou artéria daquela cidade.
No mesmo sentido, foi, em 18 de abril 2024, o Voto de Pesar, pelo seu decesso, da Assembleia de Freguesia da Luz.

## Carreira profissional
Em 1967 e 1972, fez parte das delegações portuguesas de arquitetos aos congressos da União Internacional dos Arquitetos, respetivamente, na Checoslováquia e na Bulgária.
Entre 1974 e 1976, dando cumprimento a uma das maiores conquistas da Revolução de Abril “O Direito à Habitação”, José Veloso trabalhou para o Fundo de Fomento da Habitação, como coordenador de equipas de projeto do Serviço de Apoio Ambulatório Local (SAAL), edificando habitações, muito assentes na autoconstrução, em diversos concelhos algarvios.
Neste contexto, participou das cerca de duas dezenas de operações SAAL, que permitiram dar uma casa condigna a milhares de algarvios, entre as quais as do bairro da Associação Progresso, em Silves, e, no concelho de Lagos, as do Bairro 25 de Abril, no Apeadeiro, e do Bairro 1º de Maio, na Duna, ambos na Meia Praia, do Bairro 28 de Setembro em Lagos, do Bairro 11 de Março, na Luz, do Bairro da Liberdade, em Espiche, e do Bairro da Zona Verde, em Bensafrim.
Entre os projetos que coordenou e idealizou, destaca-se o da construção do Bairro SAAL da Meia Praia - Duna, em Lagos, imortalizado por Zeca Afonso na sua canção Os Índios da Meia Praia e por António da Cunha Telles na longa metragem Continuar a Viver ou Os Índios da Meia Praia, realizada, em 1977, bem como no filme realizado, em 2009, por João Dias, As operações SAAL.
Outro dos seus projetos emblemáticos é a estalagem Abrigo da Montanha, na serra de Monchique, (1960), obra que foi selecionada pelo Instituto Português do Património Arquitetónico (IPPAR).
Como membro da Cooperativa BLOCO, Crl., dedicou a sua actividade profissional quase exclusivamente a projetos de equipamentos públicos, de habitação de promoção municipal e de habitação cooperativa, com obras construídas em vários concelhos algarvios e alentejanos. Recebeu menções honrosas do Fundo de Fomento da Habitação, em projetos de habitação cooperativa (Cooperativa 30 de Junho), em Lagos, e tem diversas obras suas foram escolhidas pelo Inquérito à Arquitectura Portuguesa do Século XX, IAPXX, promovido pela Ordem dos Arquitectos.
Fez parte de listas para os corpos sociais da Associação dos Arquitectos Portugueses, antecessora da Ordem dos Arquitectos, tendo sido eleito para o conselho de delegados.

## Reconhecimento e homenagens
Em 2021 a Ordem dos Arquitectos homenageou-o com o título de Membro Honorário.
Em 2024, na nota de pesar da Ordem dos Arquitectos, é José Veloso recordado como ‘’«Arquiteto, homem fraterno e de grande sensibilidade (…) Política e profissionalmente muito ativo, dedicou quase exclusivamente a sua mestria a projetos de equipamentos públicos e de habitação municipal e cooperativa no Alentejo e Algarve, sempre em defesa de uma arquitetura como valor social»’’, acrescentando ‘’«Hoje deixou-nos o grande José Veloso. Ficarão para sempre as suas palavras: “A arquitetura não se deve distinguir da organização da sociedade, aquilo que eu chamo o papel social da arquitetura.”»’’.
É considerado o último dos arquitetos modernistas algarvios, a par de Manuel Gomes da Costa, Vicente de Castro e Manuel Maria Laginha.
Foi homenageado pelo Municipio de Portimão em 2019.
Foi um dos arquitectos portugueses referidos no projecto In Conflict, apresentado na 17.ª Exposição Internacional de Arquitectura La Biennale di Venezia, no Pavilhão de Portugal.

## Atividade política
Militante antifascista desde jovem, em 1969, participou ativamente no Movimento Democrático Português/Comissão Democrática Eleitoral (MDP/CDE), tendo sido candidato, por Faro, à Assembleia Nacional.
Em 1973, participou, em Aveiro, no III Congresso da Oposição Democrática.
Em 1975, pelo mesmo partido político (MDP/CDE), foi candidato a deputado à Assembleia Constituinte.
Em diversas eleições para a Assembleia da República, foi candidato, pelo Partido Comunista Português (PCP) e círculo de Faro.
Foi eleito deputado da Assembleia Municipal de Lagos, pelas listas da Aliança Povo Unido, nos mandatos de 1980-1982 e 1986-1989.
Foi eleito deputado da Assembleia Municipal de Lagos, pela lista da Coligação Democrática Unitária (CDU), para o mandato 1990-1993.
Foi eleito vereador da Câmara Municipal de Lagos, pela APU, no mandato de 1983 a 1985.
Foi membro da Comissão Organizadora da Assembleia Constituinte da Associação Nacional dos Municípios Portugueses (ANMP).
Integrou a Comissão Concelhia de Lagos e foi membro da Direção da Organização Regional do Algarve do PCP.
Em 2012, foi o sexto subscritor da petição coletiva, dirigida à Assembleia da República, pela preservação e requalificação do Bairro dos Índios da Meia Praia em Lagos.
Colaborou “na divulgação da Resistência ao Fascismo e na defesa de projectos que defendem as populações, nomeadamente, com uma viva intervenção numa grande sessão sobre “Os índios da Meia Praia”, promovida e realizada na Casa da Achada, em 2013, por iniciativa do Movimento Não Apaguem a Memória (NAM).”

## Outras atividades
Amante da náutica de recreio, participou em muitas regatas, sendo marcante a Regata dos Portos dos Descobrimentos Lagos – Palos de la Frontera, que efetuou fazendo equipa com sua mulher, recebendo das mãos da Alcades Pilar Pulgar, o Prémio da Regata Lagos – Palos de la Frontera. Foi a partir deste evento e por iniciativa de José Veloso que se criaram condições para a geminação das duas cidades, ocorrida em 27 de outubro de 1992.
Em 1950, integrou o grupo fundador do Clube de Vela de Lagos, sendo eleito em vários mandatos como Comodoro e como Presidente da Direção.
Em 1973-1974, foi membro eleito do Conselho Técnico da Federação Portuguesa de Vela.
Foi sócio fundador e eleito Presidente da Mesa da Assembleia Geral da Associação Lacobrigense de Desportistas Náuticos.
Foi sócio fundador e eleito Presidente da Mesa da Assembleia Geral da TERTÚLIA, Associação Sócio-Cultural de Aljezur.

## Escritos e obras publicadas
Além de projetos de arquitetura, publicados em revistas da especialidade, como Arquitectura (1962), Arquitectura e Vida (2002), Arquitectura e Construção (2008) e L’Architecture d’Aujourd’hui (1976), José Veloso colaborou frequentemente na imprensa regional do Algarve, com artigos de opinião sobre matérias da profissão e sobre legislação autárquica, bem como com comentários acerca de acções do poder local, nos campos do urbanismo, arquitectura e ordenamento do território.
Publicou, entre outros, os seguintes livros:
- Lagos e outras terras: memórias soltas e alguns pensamentos acerca de gentes da borda d’água, mar, rios e barcos; Loulé; 2008.[30]
- Houve fascismo em Portugal, testemunhos de um cidadão; Portugal; 2009.[31]
- Lagos brevíssima foto-história da cidade marítima ao longo do século XX memória da cidade bela; 3ª edição; [s.l.]; 2010,[32]
- Grandes navios de vela de bandeira portuguesa; Lagos; Tony Simmonds; 2011.[33]
- Lagos: a brief photo history of the maritime city throughout the 20th Century, memories of the beatiful city; trad. Gary Dal; 2nd Editions; Lagos; Livros da Ria Formosa; 2015.[34]